# 野原川
野原川（のはらがわ）は、京都府舞鶴市を流れる二級水系の本流。

## 地理
京都府舞鶴市の大浦半島の東側・東大浦地区の大山峠に源を発し、野原地区を経て日本海（若狭湾）へ注ぐ。

## 特徴
下流の河口付近は日本海に面し小じんまりとした湾になっており、野原海水浴場、第2種漁港である野原漁港を形成している。また、北東側には成生岬が大きく付き出しているため、天然の良港となっている。
中流付近は、舞鶴市道と並走しており、急傾斜地が続いている。
上流付近では、一転して険しい峠となっており、舞鶴屈指の豪雪地帯である大山地区に端を発する。
なお、峠を境に南側は河辺川の源流となっている。

## 流域の自治体
京都府
- 舞鶴市

## その他河川周辺
- 京都府道21号舞鶴野原港高浜線